# 72059 Хеоцзунь
72059 Хеоцзунь (72059 Heojun) — астероїд головного поясу, відкритий 21 грудня 2000 року.
Тіссеранів параметр щодо Юпітера — 3,516.